# Itanagar

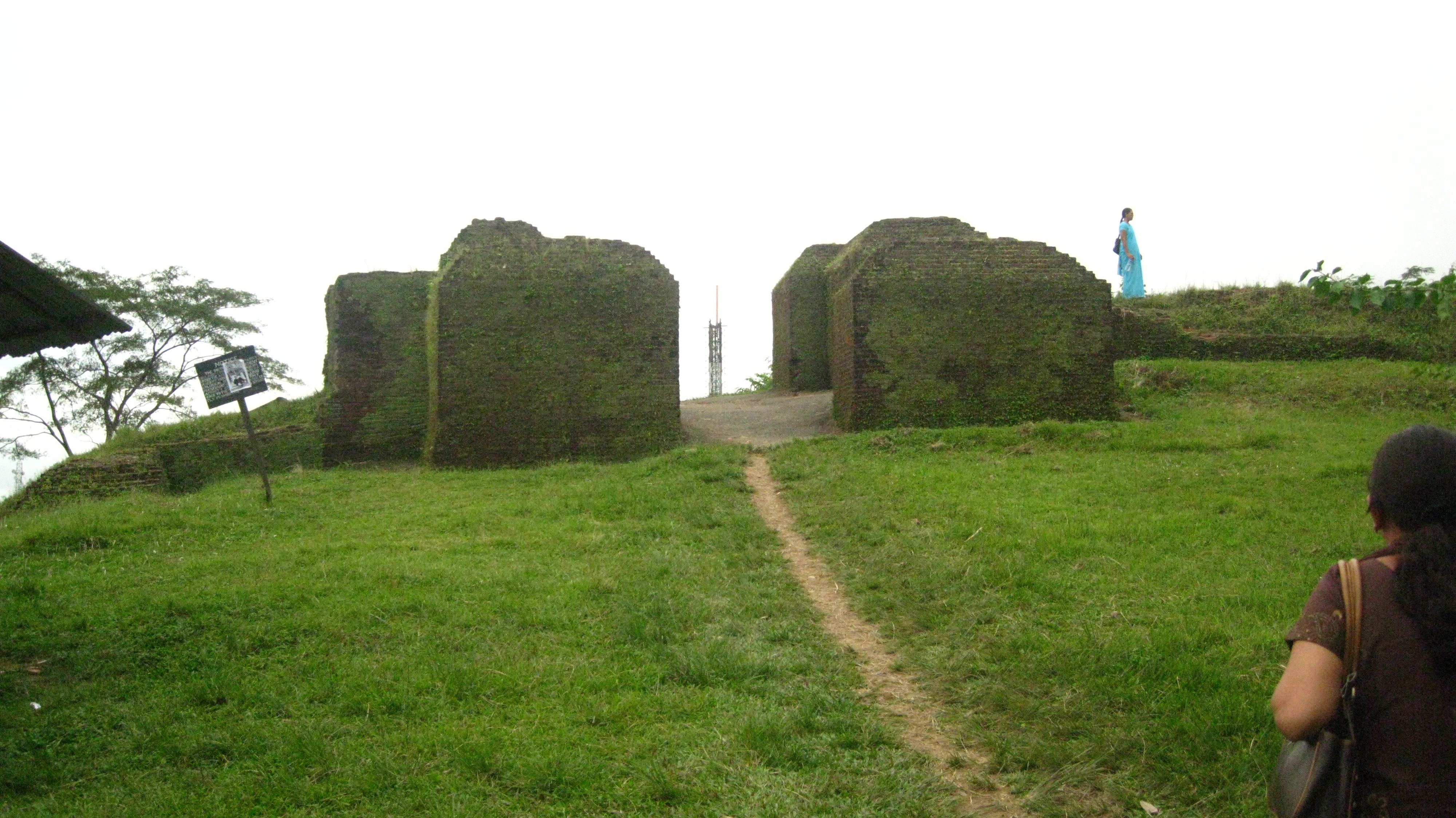
Fortet Ita

Itanagar är huvudstad i den indiska delstaten Arunachal Pradesh. Folkmängden uppgick till 59 490 invånare vid folkräkningen 2011. På 1000-talet hette staden Mayapur, och var huvudstad för Jitridynastin. Staden bebos främst av folket Nishi.